# Frederik Schram
Frederik Schram (Dragør, 19 de janeiro de 1995), é um futebolista islandês que atua como goleiro. Atualmente, joga pelo Roskilde.

## Carreira
Foi convocado para defender a Seleção Islandesa de Futebol na Copa do Mundo de 2018.